# Steff Adams

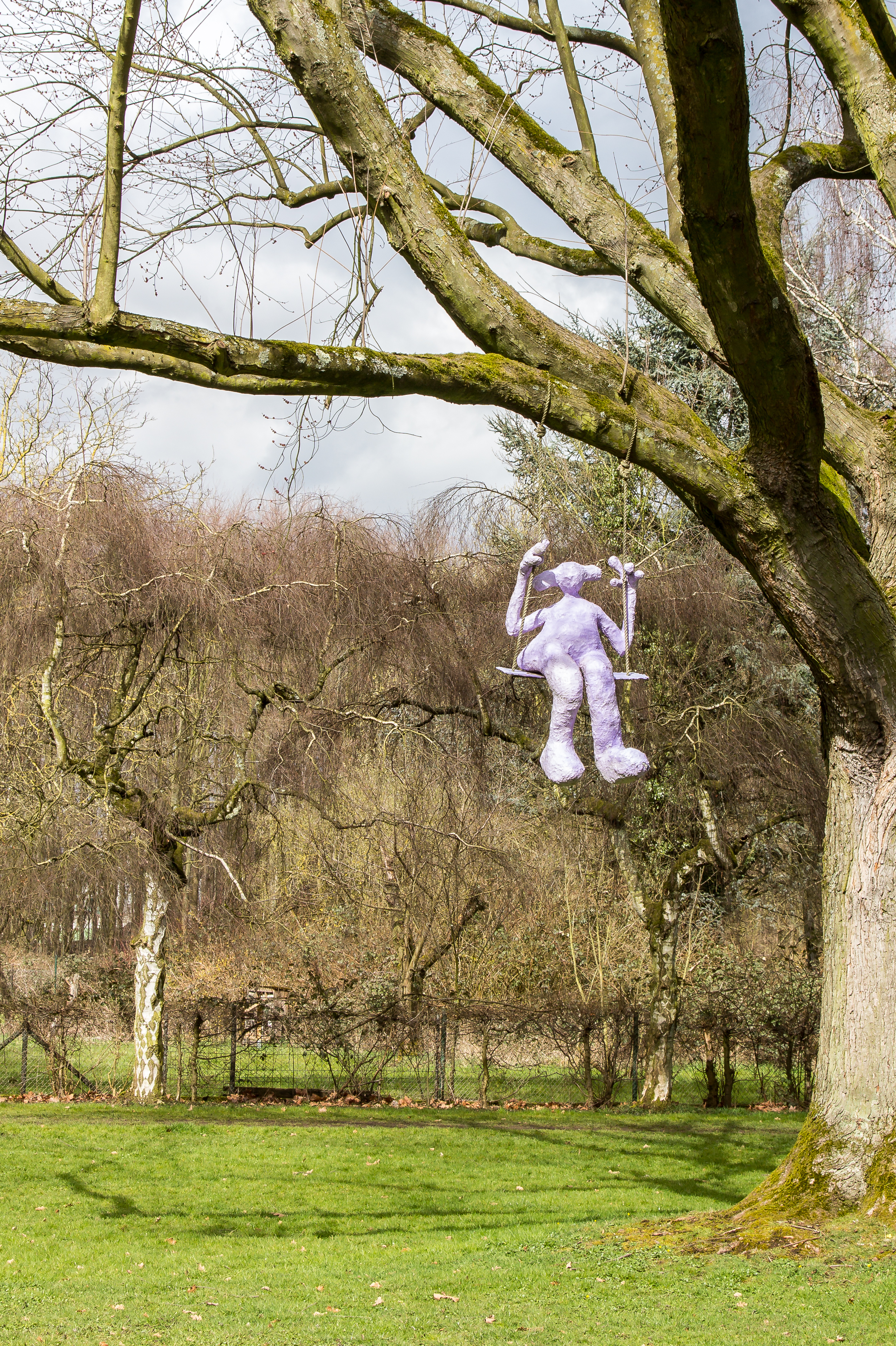
Steff Adams: „EMILY“ (2012), Schlosspark Stammheim

Steff Adams (* 15. März 1966 in Bochum; eigentlich Stephanie Adams) ist eine deutsche Künstlerin, die hauptsächlich Plastiken fertigt. Zudem ist sie regelmäßige Gastgeberin und Begründerin der internationalen Wanderausstellung „kommen sie nach hause“.

## Leben und Werk
Steff Adams studierte Kommunikationsdesign, zunächst an der Bergischen Universität Wuppertal, später dann an der Universität Duisburg-Essen bei Jürgen Klauke und Klaus Armbruster. Sie lebt und arbeitet heute in Köln.
Steff Adams Werke verdeutlichen Realität und Natürlichkeit in der Kunst. Ausstellungen sind oft so konzipiert, dass die Figuren für den Gast anfassbar sind und unmittelbar zur Verfügung stehen. Die Ausstellungsstücke sind lebensgroß und in bunten Farben gehalten.

## „kommen sie nach hause“
Die Ausstellung „kommen sie nach hause“ fand erstmals im Jahr 1999 in Köln statt, ursprünglich als Fotoausstellung. Sie befasst sich mit der Präsentation von künstlerischen Nebenprodukten, die der Öffentlichkeit im Rahmen einer Ausstellung in einer Privatwohnung präsentiert werden. Neben Fotos und Bildern werden auch Collagen, Skizzen und Objekte ausgestellt. Seit 1999 fand „kommen sie nach hause“ weltweit unter anderem in Kolkata, Lauvsnes, Madrid, New York, Port Chalmers, Porto Alegre, São Paulo und Tokio statt. Die Ausstellung wurde von Steff Adams konzeptioniert und ins Leben gerufen.
Das Projekt wurde unter anderem von der Kunstförderung des Institutes für Auslandsförderung, den Kunstfonds Bonn, der Stadt Köln und der Maecenia Stiftung Frankfurt unterstützt.

## Auszeichnungen und Preise

### Fotografie
- Kodak Nachwuchspreis, 1994
- Fuji Shooting Star, 1993

### Film
- Erster Hauptpreis für Benzin, Filmfestival Verden, 1997
- Zweiter Preis und Publikumspreis für William oder wie es mir gefällt, Blicke aus dem Ruhrgebiet, Videofestival Bochum, 1994
- Erster Preis Videofestival Verden, 1993
- Publikumspreis für Drama in Crange, Blicke aus dem Ruhrgebiet, Videofestival Bochum, 1993

## Wichtigste Ausstellungen

### Ausstellungen im Außenbereich
- Parkraum Düren, 2014, 2013, 2011, 2010
- Rheinblicke-Einblicke Schlosspark Stammheim, Köln, 2019, 2018, 2017, 2016, 2015, 2014, 2013, 2012, 2011, 2010

### Ausstellungen auf Messen
- imagesagainst war, Photokina Sonderausstellung, Köln, 2004
- Art Fair, Artbox, Frankfurt, 2005
- KunstQuadrate, contemporary art ruhr, Essen, 2007, 2006, 2005
- Fine Art Cologne, Artbox, Köln, 2007, 2006
- Kunstsalon, Galerie Lutz Rohs, Berlin, 2007
- artpul Kunstmesse, 68elf, Pulheim 2011

### Ausstellungen in Museen
- Museum Bochum, 1994, 1992
- Leopold Hoesch Museum, Düren, 2004, 2003
- Papiermuseum Düren, 2005

### Ausstellungen in Galerien
- Schloss Burgau, Düren, Geheimnis Papier, 2019
- Galerie Lutz Rohs, Düren, 2005, 2001, 2000
- Galerie des Wahnsinns, Ratingen, 2010, 2009, 2008, 2006
- 68elf, forum junger kunst, 2011, 2010, 2008
- Museum für verwandte Kunst, Köln, 2011, 2010
- Strzelski Galerie, Stuttgart, 2011

### Ausstellungen im Ausland
- Art Catcher, From earth to sky, London, 2019
- Art Catcher, 100x Madonna, London, 2016